# 전라남도도청회의실 신축설계도
전라남도도청회의실 신축설계도(全羅南道道廳會議室新 築設計圖)는 광주광역시 동구 광산동, 광주광역시립민속박물관에 있는 설계도이다. 1997년 7월 3일 광주광역시의 유형문화재 제24호로 지정되었다.

## 개요
이 도면은 1930년경 한국인 건축가 김순하가 설계한 평면도, 단면도, 입면도 등으로 현대건축 도면과 비교해도 손색이 없는 것이다.
일제강점기에 한국인 건축가가 설계한 그들의 작품이 실현된 것은 1920년대 후반부터였다. 이 도면은 일제강점기 지방 최초의 설계도면일 뿐만 아니라 한국의 전통건축을 조영할 때 우리 선조들이 설계도면을 사용했는지 확실하지 않은 점을 고려하면 의미가 대단히 큰 작품이라 평가된다.

## 참고 자료
- 전라남도도청회의실신축설계도 - 국가유산청 국가유산포털
- 전라남도도청회의실 신축설계도 보관됨 2016-12-17 - 웨이백 머신 - 광주광역시 시립민속박물관 / 박물관 소장 문화재